# 迪迪埃·塞纳克
迪迪埃·塞纳克（法語：Didier Sénac，1958年10月2日—），法国男子足球运动员，司职后卫。他曾代表法国国家队参加1984年夏季奥林匹克运动会足球比赛，获得一枚金牌。